# بلاك مامبا (أغنية)
"بلاك مامبا" (بالانجليزية: Black Mamba) هي الأغنية المنفردة الأولى لفرقة الفتيات الكورية الجنوبية ايسبا. تم إصدار الأغنية في الأصل كأغنية منفردة مستقلة في 17 نوفمبر 2020 وتم تضمينها لاحقا في الأسطوانة المطولة الثانية للفرقة غيرلز والتي تم إصدارها في 8 يوليو 2022. من الناحية الموسيقية تم وصف "بلاك مامبا" بأنها أغنية بوب وإلكتروبوب ورقص. تدور كلمات الأغاني حول كائن يسمى «مامبا السوداء» لا يتداخل فقط مع اتصال الأعضاء والرمزية ولكنه يهدد أيضا عالمهم.
تم إصدار فيديو موسيقي مصاحب للأغنية على قناة إس إم إنترتينمنت على يوتيوب مع إصدار الأغنية المنفردة.حقق الفيديو الموسيقي للأغنية أكبر عدد من المشاهدات لفيديو ترسيم فرقة كورية مع 21.4 مليون مشاهدة في 24 ساعة ومن الناحية التجارية احتلت الأغنية المراكز الاولى في خمسة بلدان.
قوبلت "بلاك مامبا" بمراجعات إيجابية من نقاد الموسيقى وعلى الرغم من كونها أغنية ترسيم ظهرت "بلاك مامبا" في العديد من قوائم نهاية العام كأفضل أغنية حيث تم تسميتها كواحدة من أفضل إصدارات كورية في عام 2020.

## التأليف
من الناحية الغنائية، تدور الأغنية حول كائن يسمى "مامبا السوداء" الذي لا يتداخل فقط مع اتصال الأعضاء بصورهم الرمزية ولكن أيضا يهدد عالمهم. "بلاك مامبا " هي أول أغنية تشرح النظرة العالمية لـ ايسبا كفرقة.

## الفيديو الموسيقى
عندما تم اصدار الفيديو الموسيقي في 17 نوفمبر 2020 أصبح الفيديو الأول الأكثر مشاهدة من قبل مجموعة كورية مع 21.4 مليون مشاهدة في 24 ساعة محطمًا الرقم القياسي الذي سجلته أغنية "Dalla Dalla" لفرقة الفتيات اتزي في عام 2019. بعد تسع ساعات، وصل الفيديو الموسيقي إلى 10 ملايين مشاهدة، مما يجعله أسرع فيديو موسيقي لأغنية ترسيم يصل إلى 10 ملايين مشاهدة في التاريخ. تم تحميل فيديو الرقص للأغنية في 27 نوفمبر 2020، وحصل على أكثر من 11 مليون مشاهدة اعتبارا من يناير 2021. في 8 يناير 2021، وصل الفيديو الموسيقي إلى 100 مليون مشاهدة، استغرقت الفرقة 51 يوما و12 ساعة فقط لتحقيق ذلك وهو رقم قياسي جديذ في تاريخ البوب الكوري باعتباره الفيديو الموسيقي الأول يصل إلى 100 مليون مشاهدة في أقصر فترة زمنية.

### ملخص
في الفيديو الموسيقي لـ "بلاك مامبا"، يصور اعضاء ايسبا في واقع مستقبلي يقابلون ثعبانًا أسود هائلا. تتخلل مشاهد خيالية مضاءة بالنيون مع لحظات تسلط الضوء على كل عضوة تستكشف هذا الواقع الجديد.